# Antoni Gelabert

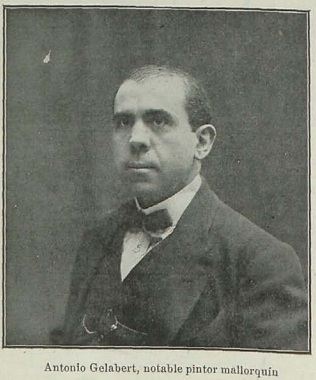
Antonio Gelabert (Abbildung 1918)

Antoni Gelabert i Massot (* 13. Juni 1877 in Palma de Mallorca; † 22. Januar 1932 in Deià) war ein mallorquinischer Maler. 

## Leben
Antoni Gelabert wurde als Sohn eines Friseurs in Palma geboren. Er musste bereits im Alter von 15 Jahren nach dem frühen Tod des Vaters das Familiengeschäft führen und finanziell für seine Mutter und Schwester sorgen. Seine finanzielle Situation ließ es nie zu, dass er sich völlig der Malerei widmete, trotzdem wurde er zu einem der bedeutendsten mallorquinischen Maler seiner Zeit.
Neben seiner Arbeit besuchte Gelabert die private Zeichenschule Escola de Dibuix im Consolat de la Mar in Palma. Er studierte auch an der Escola Provincial de Belles Arts de Palma bei Ricardo Anckerman y Riera, Pedro Blanes Viale und Antonio Ribas Oliver. Ansonsten war er Autodidakt und versuchte vor allem den Werken des katalanischen Malers Santiago Rusiñol i Prats zu folgen, mit dem er befreundet war. Zu seinem Freundeskreis gehörten unter anderem auch die Künstler Joaquim Mir, Hermen Anglada Camarasa und Francisco Bernareggi.
1901 stellte Gelabert seine Arbeiten erstmals aus, bei der Exposición Nacional de Bellas Artes in Madrid. Seine erste Einzelausstellung fand 1902 in der Sala Parés in Barcelona statt. 1904 erregte er mit einer Ausstellung am Círculo Mallorquín in Palma Aufmerksamkeit und seine Werke wurden Thema des Kunstdiskurses. Vollumfängliche Anerkennung als Maler erhielt er jedoch erst nach seinem Tod.
1903 reiste Gelabert mit Hilfe einer Stipendiums der Stadtverwaltung von Palma nach Paris, wo er Pablo Picasso kennenlernte. Weitere Paris-Aufenthalte 1906 und 1912 folgten. Er reiste auch mehrfach nach Barcelona. Von 1908 bis 1916 war er als Assistent an der Escola de Artes y Oficios de Baleares in Palma tätig. Seine krankhafte Sensibilität und vielleicht durch seinen sozialen Stand erfahrene Abneigung führten ihn schließlich 1932 zum Suizid.
Gelaberts Werke stellen einen Ausschnitt des Modernisme dar. Sie zeigen sowohl impressionistische als auch postimpressionistische Tendenzen. Er malte vor allem regionale Landschaften von Mallorca (Deià, Sóller, Pollença, Palma de Mallorca) und Marinen in pastosen Rosa-, Blau- und Violetttönen, mit einer Dominanz zu dunklen Tönen. Zu seinem Gesamtwerk gehören auch Porträts und Genreszenen.
Posthume Retrospektiven fanden unter anderem 1945 im Círculo de Bellas Artes in Madrid, 1977 in der Galeria Bearn, 1987 im Palau Solleric und 2002 im Kulturzentrum „Sa Nostra“ in Palma de Mallorca statt. Der Stadtrat von Palma de Mallorca kaufte eine Reihe von Gelaberts Werken auf. Einige davon sind im Can Balaguer (Stadtpalast Casal Balaguer) ausgestellt. Weitere seiner Werke befinden sich in den Sammlungen des Es Baluard und Cercle de Belles Arts in Palma de Mallorca.

## Werke (Auswahl)

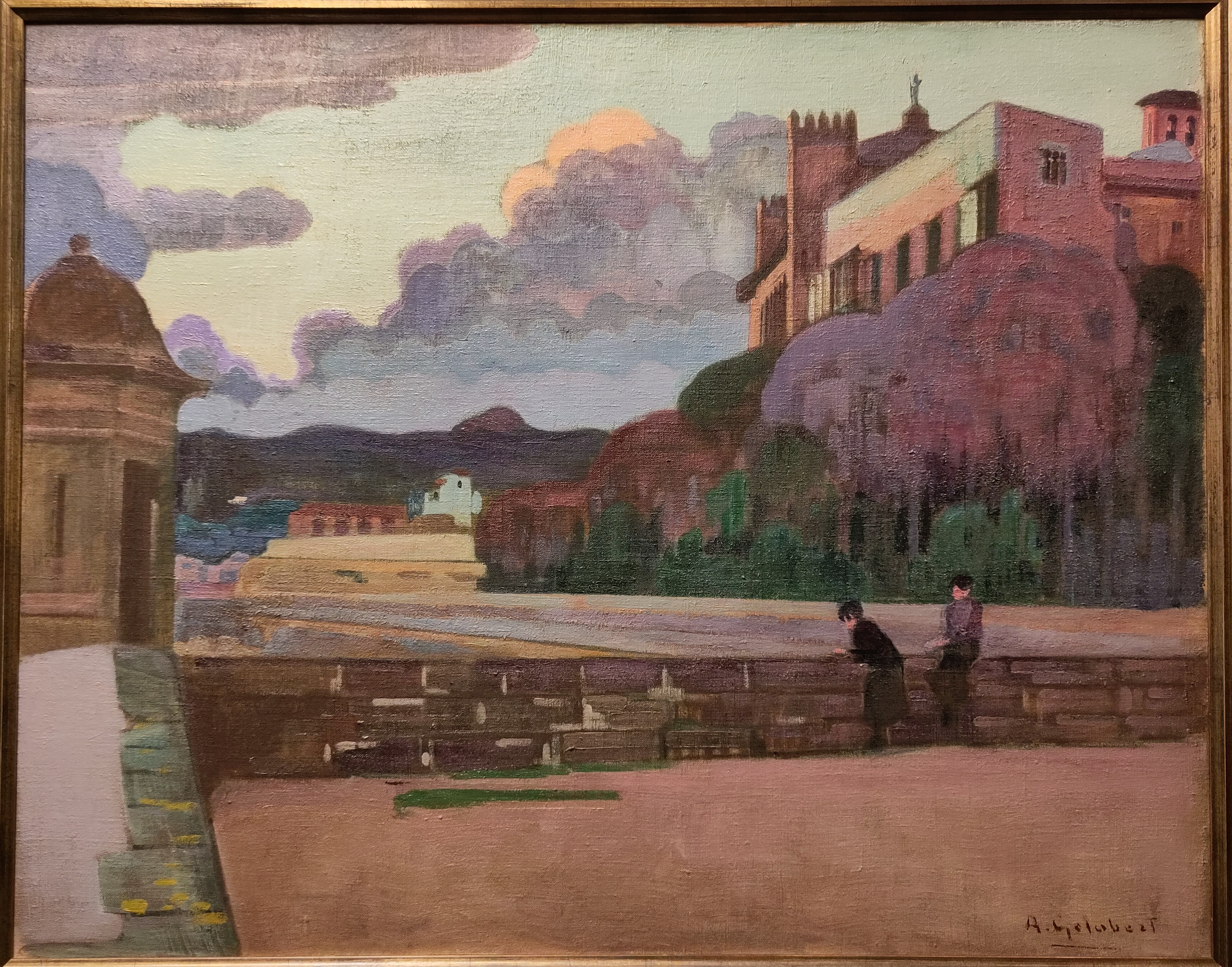
Palau de l'Almudaina

- Cala de Peguera, ca. 1904–1905, Öl auf Leinwand, Can Balaguer, Palma de Mallorca
- Platja de Peguera, ca. 1904–1905, Öl auf Leinwand, Can Balaguer
- Badia de Palma, ca. 1904–1905, Öl auf Leinwand, Can Balague
- Oliveres  de Valldemossa, ca. 1904–1906, Öl, Tafelbild, Can Balaguer
- Oliveres, ca. 1905–1906, Gouache, Aquarell und Bleistift
- Palau de l’Almudaina, ca. 1906–1909, Öl auf Leinwand, Can Balaguer
- La Murada, ca. 1908–1909, Öl auf Leinwand, Can Balaguer
- Porta del Camp, 1912–1913, Öl auf Leinwand
- Claustre de Sant Francesc, ca. 1914, Öl auf Leinwand
- Impresions de Mallorca, Serie, 1915
- Vells molins, ca. 1918, Öl auf Leinwand, Can Balaguer
- Emparrat amb escala, ca. 1918–1923, Öl auf Holz, 37,5 × 28 cm, Es Baluard, Palma de Mallorca[5]
- Emparrat a Deià, Son Fonc, ca. 1923–1925, Öl auf Leinwand, Can Balaguer
- Vista de Deià, ca. 1923–1927, Öl auf Leinwand, Can Balaguer
- Emparrat de la Porota, Deià, ca. 1928, Öl, Tafelbild, Can Balaguer
- Processó del corpus a cort